# Revest-les-Roches
Revest-les-Roches é uma comuna francesa na região administrativa da Provença-Alpes-Costa Azul, no departamento Alpes Marítimos. Estende-se por uma área de 8,61 km², com 162 habitantes, segundo os censos de 1999, com uma densidade de 18 hab/km².